# Vilma Espín
Vilma Espín Guillois (Santiago de Cuba, 7 de abril de 1930 — Havana, 18 de junho de 2007) foi uma engenheira química e revolucionária cubana, esposa de Raúl Castro, ex-presidente cubano. Espín teve quatro filhos e sete netos. A sua filha, Mariela Castro, lidera atualmente o Centro Nacional Cubano para a Educação Sexual. Espín foi descrita várias vezes como  a "Primeira-dama de Cuba".

## Papel na revolução cubana
Espín, natural de Santiago de Cuba, era filha de um advogado da família Bacardi. Durante a década de 1950, estudou engenharia química no Massachusetts Institute of Technology em Boston antes de conhecer o líder revolucionário Frank País em Havana. O encontro levou Espín a tornar-se líder do movimento revolucionário na província Oriente. Espín actuou como mensageira entre o movimento e o M-26-7 de Fidel Castro que se deslocou para o México em ordem a planear uma futura invasão. Foi no México que Espín conheceu Raúl Castro. Espín foi então assistir os revolucionários na montanhas da  Sierra Maestra depois do M-26-7 regressar a Cuba no iate Granma. Ela e Raúl casaram em Janeiro de 1959.

## Papel no governo cubano
Espín foi presidente da Federação das Mulheres Cubanas desde a sua fundação, em 1960 até à sua morte. Esta Federação é uma reconhecida ONG que representa mais de três milhões e meio de mulheres. Espin também foi membro do Conselho de Estado de Cuba, assim como membro do Comité Central e Gabinete Político do Partido Comunista de Cuba.
Espin encabeçou a delegação cubana para o Primeiro Congresso Latino-Americano sobre Mulheres e Crianças, no Chile, em Setembro de 1959. Também encabeçou a delegação de Cuba para as Conferências sobre a Mulher no México, Copenhaga, Nairobi e Pequim.

## Morte
Espín morreu aos 77 anos de idade, no dia 18 de Junho de 2007, em consequência de uma prolongada doença. A sua morte foi anunciada ao início da manhã do dia seguinte, sendo o seu funeral estritamente familiar.